# ويليام لومان

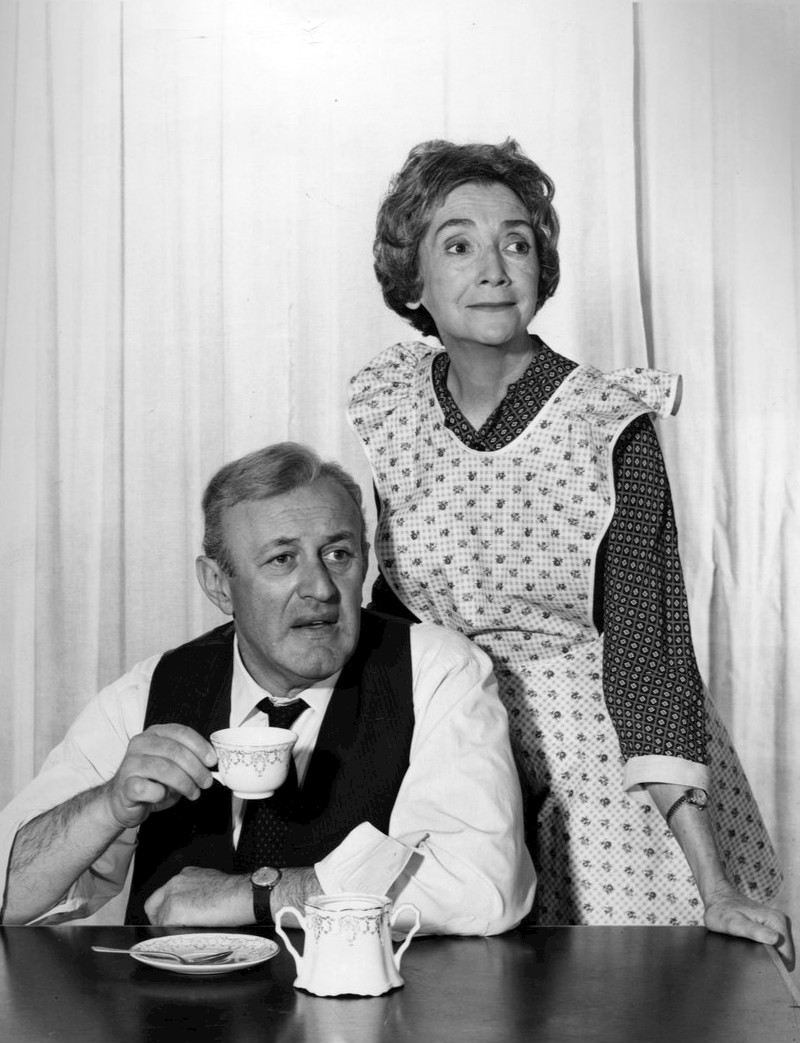
لي جي كوب من مسرحية موت بائع متجول

ويليام لومان (بالإنجليزية: Willy Loman)‏ أو المعروف بـويلي لومان هو شخصية خيالية وبطل مسرحية آرثر ميلر الكلاسيكية موت بائع متجول (death of a salesman)، التي عُرضت للمرة الأولى في برودواي من بطولة لي جاي كوب الذي أدى دور لومان على مسرح مورسوكو في العاشر من فبراير 1949. يبلغ لومان من العمر 63 عامًا، وهو مندوب مبيعات من بروكلين، بخبرة 34 عامًا قضاها مع الشركة ذاتها، التي تخفض الأجور وفي النهاية تفصله خلال أحداث المسرحية. يواجه لومان صعوبة في التعامل مع وضعه الحالي فيخلق عالمًا خياليًا للتعامل مع وضعه، لكن هذا لا يمنعه من تكرار محاولة الانتحار.

## وصف الشخصية
ويلي لومان، مندوب مبيعات كهل يعيش في إحدى ضواحي بروكلين وسط نيويورك، أخذت وظيفته الرتيبة بالتدهور، فقد حيويته وشبابه الماضي، وبدأت علاقته الحميمية بالتلاشي، مع هذا لا تزال فطنته التجارية كما هي، لكنه لم يعد قادرًا على الاستفادة من إمكانياته المهنية كي يتمكن من البقاء في عمله.
تقدم المسرحية نضال لومان للحفاظ على موقعه داخل الطبقة الوسطى الأمريكية التي تسعى إلى تحقيق تقدم، في حين يقاوم هلوساته وذكريات الماضي التي توهمه بأن حياته ترتكز على أرضية هشة. وفقًا لتشارلز إيشروود، فإن لومان هو الشخصية الرئيسية في المسرحية لأن معركته الخاسرة ضد الهزيمة الروحية والاقتصادية هي التي تصنع العمود الفقري السردي للمسرحية. لومان هو صورة رمزية لملايين الموظفين ذوي الياقات البيضاء الذين قدموا للشركات أكثر مما تستحقه وأكثر مما تقدمه لهم طاقتهم ومرتباتهم. يعيش لومان في عالم تسوده الأوهام حول مدى شعبيته وشهرته وتأثيره ونجاحه، وحول احتمالات نجاح أبنائه. تتركه زوجته فريسةً سهلة لهذه الأوهام، بل تنتفع منها أيضًا إلى حد ما. بسبب تراجع قدراته على الاستفادة من بعض الصفقات، يبدأ لومان بالتشكيك في قيمته وقدراته.
ينهار عالم لومان من حوله في أثناء المسرحية. وفقًا لمراجعة سينثيا لوري: «شاهدنا مندوب مبيعات مهزومًا ومتقدمًا في العمر يتحرك بلا هوادة نحو تدمير الذات، متشبثًا بشدة بأهوامه». تبدأ المسرحية بلومان البالغ من العمر 63 عامًا، الذي يحاول التأقلم  مع خفض راتبه حديثًا بعد 34 عامًا قضاها في وظيفته، في حين يواجه صعوبة الالتزام بمسؤولياته المالية. في الفصل الثاني، يحاول لومان التأقلم مع طرده من العمل إذ فُصل على يد ابن الرجل الذي وظفه قبل 36 عامًا. نكتشف ماضي لومان خلال مشاهد من ذاكرته ويواجه الجمهور تحديًا للحكم على دقة الذكريات. نجح لومان نسبيًا بسبب قدرته على التصالح مع رؤسائه وجذب عملائه المحتملين، وهكذا ، فهو يؤكد باستمرار على أبنائه أهمية الشعبية في العمل.
مع أن المسرحية عُرضت في فيلادلفيا قبل عرضها في برودواي، عُد افتتاح برودواي العرض الأول، في 11 فبراير، قال بروكس أتكينسون، مراسل صحيفة نيويورك تايمز: «صورة السيد كوب المأساوية لمندوب المبيعات المهزوم تعد تمثيلًا من الدرجة الأولى. مع أنها مألوفة ومعروفة التفاصيل، تتمتع بالأسلوب القوي والنبرة العميقة». في مراجعة أخرى، وصف ناقد صحيفة لوس أنجلوس تايمز لوري وينر البطل لومان بأنه: «الروح الأشد بؤسًا المرتكزة حول الذات في الدراما الأمريكية، شخصية ستستمر في مطاردة المشهد طالما يوجد آباء وأولادهم». وصف ريك دو برو الناقد الدولي من يونايتد برس لومان بأنه: «الفشل المتقدم لمندوب المبيعات الذي أهدر حياته بالعيش في عالم من الأوهام والقيم الضحلة». ويصف ويلي بأنه: «معاناة رجل يعاني أزمة منتصف العمر». وصف لوري مسرحية بأنها: «نهاية الرجل عندما ينهار عالم أحلامه».
وصف مؤلف المسرحية، آرثر ميلر، دور ويلي لومان بأنه شخصية كبيرة في جسم مادي صغير، وأشار إلى أنه واجه صعوبة في العثور على الممثل المناسب في البداية. وُصفت الشخصية في النص المكتوب بأنه رجل ضعيف البنية الجسدية، إذ قال ويلي لزوجته ذات مرة واصفًا نفسه: «أنا قصير، أنا غبي جدًا كي أتطلع للأمام». عندما وقع الاختيار على كوب لتأدية الدور، استبدل الكاتب العبارة إلى: «أنا سمين. أنا غبي جدًا كي أتطلع للأمام». استخدمت الإصدارات اللاحقة للمسرحية ممثلين آخرين مناسبين للدور مثل داستن هوفمان. لهجة لومان كانت لهجة بروكلين، جزءًا من تحدي إتقان الدور. سنة 1950، وصف ميللر لومان بأنه الرجل الذي سمع: «أمر المجتمع  لتحقيق النجاح». وجد نفسه يحدق في فشله المنعكس على المرآة. تنص المراجعة الافتتاحية لموقع أمازون على أن: «ويلي لومان هو مندوب مبيعات يكافح بشدة من أجل لقمة العيش حتى بعدما تقدم في السن». يصفه ماثيو توبي، أحد العاملين في شركة روفي بأن لومان هو كل شخص اضطر إلى التعامل مع الإدراك المفاجئ أنه على وشك السقوط، ويتراجع بعدها إلى عالمه خيالي الذي يظل فيه شخصًا مهمًا. يصف ويلبورن هامبتون الناقد المسرحي من صحيفة هافينغتون بوست الدور بأنه: «أحد أكثر الشخصيات تعقيدًا في الأدب الدرامي».
المسرحية بيان حول فكرة أن قيمة الشخص هي مكانته في هذه الحياة.  لم ينضج لومان كفاية ليدرك أن كونك مشهورًا دون أي مادة أو مهارة لا معنى له في النهاية، يستخدم ميلر لومان لإثارة نقطة ضد مناهضة الفكر. في النهاية، يفسح لومان الطريق للاعتقاد بأن عدم قدرته على أن يكون رجلًا وأبًا ناجحًا يعني أن حياته كانت فاشلة.